# Forró eletrônico
Le forró eletrônico (ou forró estilizado) est sous-genre musical du forró ayant émergé le jour au début des années 1990 et qui cherche à mélanger des éléments traditionnels du forró avec d'autres genres musicaux, en adoptant de fortes influences de la pop, du rock, du sertanejo, de l'axé et de la lambada, mais sans discerner la base originale du rythme. Alors que l'instrumentation du forró pé-de-serra, comme la zabumba et le triangle, perd du terrain, les instruments électroniques et à vent gagnent en importance, de même qu'une cadence fortement influencée par la lambada. Il n'existe cependant pas de définition académique de ce qu'est le forró eletrônico et de ce qui le distingue du forró traditionnel.

## Histoire
Il n'y a pas de consensus sur le moment exact où le forró eletrônico se sépare du forró traditionnel, mais on sait que le rythme est né dans la ville de Fortaleza, dans le cadre de la culture nocturne et des fêtes organisées dans les salles de concert de la capitale et dans l'État. Avant l'apparition de ces groupes, des artistes comme Jorge de Altinho, Alcymar Monteiro, Alípio Martins et José Orlando avaient déjà commencé à expérimenter l'insertion de la batterie, de la guitare électrique et de la basse électrique. Mais c'est l'explosion de la lambada au milieu des années 1980 qui a complètement changé le rythme, apportant un swing plus cadencé au forró traditionnel. Les « banda-bailes », groupes qui jouaient différents styles de musique le même soir, commencent à les jouer tous sur un rythme qui ressemble à celui de la lambada.
Une artiste qui représente une rupture significative entre le style traditionnel et le style dit « moderne » est Eliane. Surnommée « la reine du forró », elle apporte le romantisme de la musique pop, des paroles puériles et une sensualité féminine jamais vue ou abordée dans le genre traditionnel.

## Critiques
Le forró électronique est sévèrement critiqué, relevant généralement de la culture dite de masse, non seulement par les auditeurs les plus conservateurs, mais aussi par les artistes de forró traditionnel. La modernisation des paroles, l'appel constant à la sexualité et l'apologie intensive des boissons alcoolisées, l'utilisation fréquente des nouvelles technologies et le recours aux versions sont dénoncés comme quelques-unes des caractéristiques qui pèsent sur lui. D'une certaine manière, le forró eletrônico est au forró ce que le sertanejo universitário est à la musique country, et tous deux partagent le dédain d'être considérés comme des styles bregas par de nombreux admirateurs des styles traditionnels dont ils sont issus. Dans sa critique pour Yahoo!, Regis Tadeu déclare que « Rien n'est agréable. Du « funk » au « pagode xexelento [...] du sertanejo universitário [...] au forró eletrônico, ce qu'on voit et entend est [un] tsunami de déchets musicaux sans précédent dans l'histoire de la musique brésilienne ».
En 2011, le musicien Chico César, alors secrétaire à la culture de la municipalité de João Pessoa, suscite la controverse en déclarant que la municipalité n'engagerait pas de groupes de forró eletrônico pour son festival traditionnel de juin, les qualifiant de « groupes en plastique ». 